# Eugene Daniel O’Sullivan
Eugene Daniel O’Sullivan (ur. 31 maja 1883, zm. 7 lutego 1968) – amerykański polityk i prawnik związany z Partią Demokratyczną.
W latach 1949–1951 przez jedną dwuletnią kadencję Kongresu Stanów Zjednoczonych był przedstawicielem drugiego okręgu wyborczego w stanie Nebraska w Izbie Reprezentantów Stanów Zjednoczonych.